# Den siste actionhjälten
Den siste actionhjälten (engelska: Last Action Hero) är en amerikansk action-komedi-fantasy film som hade biopremiär i USA den 18 juni 1993, regisserad av John McTiernan med Arnold Schwarzenegger i huvudrollen. Filmen är en satir av actiongenren och dess klichéer, som innehåller parodier av andra actionfilmer.

## Handling
Danny Madigan (Austin O'Brien) är en tonåring som älskar att gå på bio. En kväll får han en gyllene biljett av biomaskinisten Nick (Robert Prosky), som enligt honom ska ha kommit från Harry Houdini. När Danny ser på film den kvällen är det bara han i salongen och biljetten drar på något sätt in honom i filmen, bredvid huvudrollsinnehavaren, Jack Slater (Arnold Schwarzenegger). Men en av filmskurkarna, Benedict (Charles Dance), får tag i biljetten och kan på så sätt komma över till den verkliga världen.

## Om filmen
Ett par andra filmer dyker upp i denna film. I filmen kommer de till en videobutik och där finns en affisch för filmen Terminator men här är det Sylvester Stallone som har huvudrollen istället. Ett annat inslag är att Döden från Det sjunde inseglet också "gästspelar" här. På en affisch ser man Max von Sydow i bakgrunden.

## Rollista
- Arnold Schwarzenegger – Jack Slater / sig själv
- Austin O'Brien – Danny Madigan
- Charles Dance – Benedict
- Robert Prosky – Nick
- Tom Noonan – The Ripper / sig själv
- Frank McRae – poliskommissarie Dekker
- Anthony Quinn – Tony Vivaldi
- Bridgette Wilson – Whitney Slater / Meredith Caprice
- F. Murray Abraham – John Practice
- Mercedes Ruehl – Irene Madigan
- Art Carney – Frank Slater
- Professor Toru Tanaka – tuff asiatisk man (parodi av Oddjob)

### Cameos
- Tina Turner som borgmästare.
- Sharon Stone som Catherine Tramell från Basic Instinct. Hon spelade även Schwarzeneggers hustru i Total Recall.
- Robert Patrick som T-1000 från Terminator 2 - Domedagen.
- Sylvester Stallone som Terminator på en filmaffisch.
- Joan Plowright som Dannys lärare.
- Ian McKellen som Döden, som kliver ut ur Ingmar Bergmans Det sjunde inseglet.
- Danny DeVito (okrediterad) som röst av den tecknade katten Whiskers.
- Följande personer spelade sig själva: Maria Shriver (Schwarzeneggers dåvarande hustru), Little Richard, James Belushi, Damon Wayans, Chevy Chase, Timothy Dalton, Jean-Claude Van Damme, och MC Hammer.

### Fotnoter
1. 1 2  Internet Movie Database, läs online, läst: 14 april 2016.[källa från Wikidata]
2. ↑  Metacritic, läs online, läst: 14 april 2016.[källa från Wikidata]
3. ↑  Stopklatka, läs online, läst: 14 april 2016.[källa från Wikidata]
4. ↑  JeanDavid Blanc, AlloCiné, läs online, läst: 14 april 2016.[källa från Wikidata]
5. ↑  Box Office Mojo, läs online.[källa från Wikidata]
6. ↑  Svensk Filmdatabas, Svenska Filminstitutet, läs online, läst: 15 oktober 2020.[källa från Wikidata]
7. ↑  Internet Movie Database, läs online, läst: 14 april 2017.[källa från Wikidata]
8. 1 2  Box Office Mojo, läs online, läst: 20 oktober 2011.[källa från Wikidata]
9. ↑  Box Office Mojo, läs online, läst: 29 april 2022.[källa från Wikidata]
10. ↑  ”Last Action Hero” (på engelska). Box Office Mojo. 18 juni 1993. http://www.boxofficemojo.com/movies/?id=lastactionhero.htm. Läst 10 september 2016.